# Sébastien Verdier
Sébastien Verdier (Brive-la-Gaillarde, 3 agosto 1972) è un fumettista francese. Dall'incontro con lo sceneggiatore François Corteggiani nasce una collaborazione per la rivista Pif, nella quale inizia a lavorare con Pierre Christin.

## Biografia
Sébastien Verdier ha iniziato a disegnare da solo, copiando le tavole di Blueberry e Thorgal.
Realizza il suo primo album, scritto da lui stesso, che propone a vari editori. L'album viene rifiutato, ma incontra François Corteggiani, che gli chiede di illustrare una delle sue sceneggiature. Nel 2004, da questa collaborazione nasce il suo primo album pubblicato, Le requiem des chiens galeux (Editore Glénat).
In seguito, François Corteggiani, diventato caporedattore di Pif Gadget, invita Sébastien Verdier a unirsi al team della rivista. È lì che incontra Pierre Christin.
Nel 2012 disegna per l'editore Éric Corbeyran l'albo Le choix du gémeaux, terzo volume (su tredici) della serie Zodiaque, basata sull'omonima serie televisiva (Delcourt).
Nel 2019, con l'aiuto di Pierre Christin (per la sceneggiatura), realizzerà i disegni per la graphic novel Orwell, sullo scrittore britannico George Orwell,,.

## Pubblicazioni

### Album
- François Corteggiani (sceneggiatore), Sébastien Verdier (disegni e lettering-arte), Claudine Blanc-Dumont (colore), Ultimate Agency, serie in due volumi
  1. Le requiem des chiens galeux, Parigi, 2004, editore Glénat, collezione Grafica,[6]
  2. Trois tondus et un pelé, Parigi, 2006, editore Glénat, collezione Grafica,[7]
- Didier Quella-Guyot (sceneggiatura), Sébastien Verdier (disegni e lettering-arte), Marlène Miravitllas (colore), Le marathon de Safia[8], Parigi, 2008, Emmanuel Proust Éditions[9].
- Éric Corbeyran (sceneggiatura), Sébastien Verdier (disegni e lettering-arte), Marlène Miravitllas (colore),, Zodiaque, serie in tredici volumi, volume 3 : Le choix du gémeaux , Parigi, 2012, Editore Delcourt[10].
- Pierre Christin  (sceneggiatura), Sébastien Verdier (disegni e lettering-arte), Évelyne Tranlé (couleur), Rencontre sur la Transsaharienne[8][11], Parigi, 2014, Dupuis, collezione libri d'arte[12]
- Pierre Christin (sceneggiatura), Sébastien Verdier (disegni) Orwell[4][5], Dargaud, 2019

### Riviste
- Pierre Christin (sceneggiatore), Sébastien Verdier (disegni e lettering-arte),, Images/Mirages, Images/Mirages, serie in cinque parti pubblicate nei numeri 1, 4, 11, 25 e 28 di Pif Gadget.
- François Corteggiani (sceneggiatore), Sébastien Verdier (disegni e lettering-arte), Samantha blog, La Bête du Gévaudan, racconto, numero 39 di Pif Gadget.

## Premi e riconoscimenti
Nel 2004, il primo album della serie Ultimate agency ha vinto il Prix Polar per il miglior album della serie BD al festival di Cognac.